# Красный псалом
«Красный псалом» (венг. Még kér a nép, дословно — «Пока народ ещё просит») — кинофильм режиссёра Миклоша Янчо, вышедший на экраны в 1972 году. За работу над лентой Янчо был удостоен приза Каннского кинофестиваля за лучшую режиссуру.

## Сюжет
Фильм в аллегорической форме рассказывает о некоторых событиях венгерской истории, в частности о крестьянском восстании в 1890-е годы. Действие происходит в поле, где несколько групп актёров символизируют различные классы венгерского общества: одна группа — борющихся за свои права рабочих и крестьян, другая — землевладельцев, третья — солдат и так далее. В фильме звучит большое количество народных и революционных песен.

## Художественные особенности
«Красный псалом» является одним из лучших воплощений стилистических особенностей творчества Миклоша Янчо: использование длинных планов (в фильме использовано менее 30 кадров), постоянно движущаяся камера, переходящая от одного персонажа к другому, и метафорический киноязык, восходящий к венгерскому фольклору. Благодаря этому события и герои теряют свою индивидуальность, а рассказанная в ленте история революционного подъёма приобретает символическое, универсальное значение. По словам самого режиссёра, «Мне представляется, что жизнь — это постоянное движение. В процессии, демонстрации тоже постоянно происходит движение, не так ли? Оно физическое, но также и философское: противоречие основано на движении, движении идей, движении масс. Человек тоже всегда окружён, находится под угрозой угнетения: движения камеры, которые я создаю, предполагают и это тоже».